# 125718 Джемасаломон
125718 Джемасаломон (125718 Jemasalomon) — астероїд головного поясу, відкритий 15 грудня 2001 року.
Тіссеранів параметр щодо Юпітера — 3,474.